# Bandera de Baviera
L'Estat Lliure de Baviera té dues banderes que utilitzen els colors blau cel i blanc i ambdues s'utilitzen indistintament des del 1953, tal com disposa la constitució bavaresa del 2 de desembre de 1946 (article 1 secció 2): "L'elecció d'una o altra tipus de bandera es deixa a elecció de les autoritats". L'anomenada Rautenflagge està formada per un camp d'un mínim de 21 losanges (moble heràldic en forma de rombe), també anomenats Wecken, blancs i blaus alterns, mentre que l'anomenada Streifenflagge està formada per dues franges horitzontals d'igual amplada, blanca la superior i blava la inferior. Cap de les dues porta l'escut. Les proporcions són de 3:5.

## Disseny
La legislació sobre la bandera únicament estableix que ha de contenir un mínim de 21 losanges blancs i blaus, que el losange incomplet inicial a l'extrem superior esquerre ha de ser de color blanc, i que també es compten els rombes truncats.

### Colors
| Model de color | Blau        | Blanc         |
| -------------- | ----------- | ------------- |
| RGB            | 0, 128, 255 | 255, 255, 255 |
| CMYK           | 71-36-0-0   | 0-0-0-0       |
| RAL            | 5012        | 9010          |
| HTML           | #0080FF     | #FFFFFF       |

Els codis de color HTML s'han extret a partir dels d'RGB.

## Història
Els colors blanc i blau, així com els rombes, es van mostrar originalment a l'escut dels comtes de Bogen, una dinastia de Baviera oriental amb seu a Bogenberg, municipi del districte de Straubing-Bogen. Després que la línia masculina de la dinastia s'extingís amb la mort d'Adalbert V el 1242, l'escut d'armes va passar al germanastre d'Adalbert, Otó II de Wittelsbach, duc de Baviera. Els colors estan associats històricament a la família reial bavaresa dels Wittelsbach, que va regnar a Baviera del 1180 i fins al 1918.

Estendard dels ducs de Baviera-Landshut (1353-1392)
Estendard dels ducs de Baviera-Múnic (1392-1505)
Ducat de Baviera (1505-1623)
Estendard de l'Electorat de Baviera (1623-1806)
Regne de Baviera (1806-1918)
Estat Popular de Baviera (1918-1919)
Estat Lliure de Baviera (1919-1933)

## Logos amb la bandera

Emblema de la marca automobilística BMW
Emblema de l'equip de futbol Bayern de Múnic